# Apostolisch vicariaat Tucupita
Het apostolisch vicariaat Tucupita (Latijn: Vicariatus Apostolicus Tucupitensis) is een rooms-katholiek apostolisch vicariaat met als zetel Tucupita, in Venezuela. Het apostolisch vicariaat is vrijgesteld en valt als immediatum direct onder de Heilige Stoel, zonder te behoren tot een kerkprovincie. Alle apostolisch vicarissen tot heden (2024) waren lid van de kapucijnen.

## Geschiedenis
Het apostolisch vicariaat werd opgericht op 30 juli 1954, uit delen van het apostolisch vicariaat Caroní. 

## Parochies
Het apostolisch vicariaat had in 2020 een oppervlakte van 40.000 km2 en telde 175.000 inwoners waarvan 85,7% rooms-katholiek was.

## Apostolisch vicarissen
- Argimiro Alvaro García Rodríguez (19 december 1955 - 25 november 1985)
- Felipe González González (25 november 1985 - 26 mei 2014)
- Ernesto José Romero Rivas (7 april 2015 - heden)